# GEOTAIL

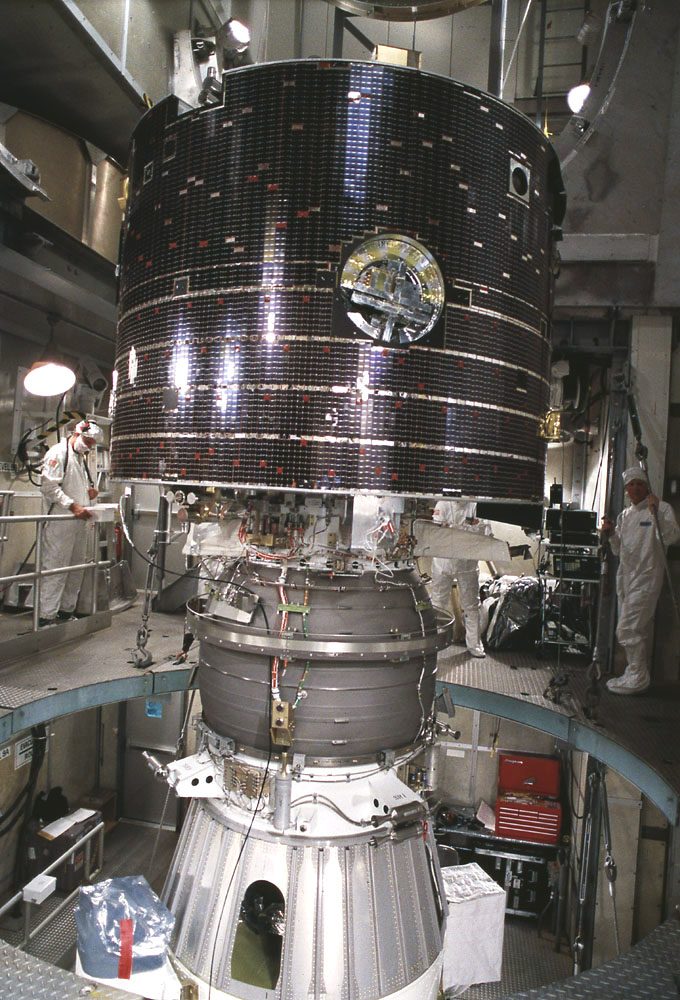
GEOTAIL installé au sommet de la fusée Delta II

GEOTAIL est un satellite scientifique chargé de recueillir des données sur la magnétosphère de la Terre, développé par  l'ISAS (agence spatiale japonaise dédiée aux programmes scientifiques absorbée par la JAXA en 2003) avec la collaboration de la NASA. Il est lancé par une fusée Delta II le 24 juillet 1992. GEOTAIL est le premier satellite du programme international ISTP dont l'objectif est de mesurer de manière simultanée à l'aide de plusieurs satellites les interactions entre le vent solaire et le champ magnétique terrestre. Ce programme a pour mission d'étudier plus particulièrement la région de la queue magnétique et la zone de plasma neutre. Le satellite est toujours opérationnel en 2019.

## Contexte et objectifs

### La magnétosphère
Le vent solaire produit par le Soleil injecte du plasma dans la magnétosphère et lui transfère de l'énergie. Plusieurs fois par jour, la magnétosphère est perturbée par un phénomène baptisé sous-tempête magnétique durant lequel la majeure partie de l'énergie transmise par le vent solaire est déchargée dans la magnétosphère, l'ionosphère et la haute atmosphère terrestre. Les produits de ce processus sont la génération d'aurores polaires, l'accélération de particules chargées, l'émission d'ondes de plasma intenses ainsi que la génération de courants ionosphériques qui modifient l'atmosphère supérieure de manière notable. Ces ondes et courants se traduisent  souvent par des perturbations importantes dans les communications terrestres, le transport d'électricité et l'électronique des engins spatiaux en orbite terrestre. GEOTAIL a pour objectif d'effectuer des observations détaillées de ces phénomènes au niveau de la queue magnétique (geotail en anglais) située au-delà de l'orbite lunaire et au niveau de la couche de plasma neutre située près de la Terre.

### Le programme ISTP
GEOTAIL fait partie d'une série de satellites lancés dans les années 1990 pour effectuer des observations conjointes des interactions entre le vent solaire et le champ magnétique terrestre. Ce programme scientifique international baptisé ISTP comprend également les satellites WIND (NASA), POLAR (NASA), Cluster (ESA), SoHO (ESA/NASA), Equator-S (Allemagne) et Interbol (Russie). GEOTAIL est le premier satellite du programme placé en orbite.

## Caractéristiques techniques
Le satellite est construit par l'agence spatiale scientifique japonaise ISAS rattachée à l'agence spatiale nationale JAXA. Le satellite de forme cylindrique est maintenu en rotation  à une vitesse de 20 tours par minute autour de son axe maintenu pratiquement perpendiculaire (85-59°) au plan de l'écliptique. Il est haut de 2,2 mètres pour un diamètre de 1,6 mètre et dispose d'antennes stabilisées par contre-rotation mécanique. Le satellite a une masse de 1 009 kg dont 330 kg d'ergols et 105 kg de charge utile. Deux antennes filaires de 50 mètres de long et deux perches de 6 mètres de long, porteurs de capteurs des instruments scientifiques, sont déployées en orbite. L'énergie électrique est fournie par des cellules solaires qui recouvrent le cylindre et fournissent 275 watts. GEOTAIL est conçue pour une durée de vie de 4 ans. Les données scientifiques sont stockées sur deux enregistreurs d'une capacité de 450 mégabits et retransmises en bande S et bande X avec un débit compris entre 16 et 131 kilobits.

## Instruments scientifiques
GEOTAIL emporte sept instruments scientifiques pour effectuer des mesures spatio-temporelles détaillées  du champ magnétique terrestre, des champs électriques associés ainsi que des caractéristiques du plasma :
- L'instrument de mesure de champ électrique EFD (Electric Field Detector)
- Le magnétomètre MGF (Magnetic Field Measurement) fourni par l'ISAS.
- L'instrument de mesure des particules à hautes énergies HEP (High Energy Particles Experiment) fourni par l'ISAS.
- L'instrument de mesure des particules à faible énergie LEP (Low Energy Particles Experiment) fourni par l'ISAS.
- L'instrument de mesure des ondes de plasma PWI (Plasma Waves Investigation) fourni par l'université de Tokyo.
- L'instrument de mesure de la composition des ions et des particules à haute énergie EPIC  (Energetic Particle and Ion Composition Experiment) fourni par l'Université Johns Hopkins  (États-Unis).
- L'instrument de mesure de la distribution et de la composition du plasma CPI (Comprehensive Plasma Investigation) fourni par la NASA.

## Déroulement de la mission
GEOTAIL est lancé le 24 juillet 1992 depuis la base de lancement de Cape Canaveral par une fusée Delta II. GEOTAIL est le premier satellite du programme ISTP placé en orbite. Le satellite est piloté durant sa phase opérationnelle par l'agence japonaise ISAS. Durant une première phase d'une durée de deux ans GEOTAIL est placé sur une orbite haute elliptique. L'apogée qui oscille entre 80 et 220 rayons terrestres (maximum 1,4 million de km) est situé à l'opposé du Soleil pour lui permettre d'explorer la queue magnétique. Dans une deuxième phase, à compter de novembre 1994, l'apogée est réduit à 50 rayons terrestres puis à 30 rayons terrestres pour étudier les processus à l’œuvre dans la région de la queue magnétique proche de la Terre. Le satellite est toujours opérationnel en 2019